# Hirvijärvi (Nedertorneå socken, Norrbotten)
Hirvijärvi är en sjö i Haparanda kommun i Norrbotten och ingår i Keräsjokis huvudavrinningsområde. Sjön har en area på 1,11 kvadratkilometer och ligger 47 meter över havet. Sjön avvattnas av vattendraget Hirvioja.

## Delavrinningsområde
Hirvijärvi ingår i det delavrinningsområde (733957-185922) som SMHI kallar för Utloppet av Hirvijärvi. Medelhöjden är 51 meter över havet och ytan är 4,85 kvadratkilometer. Det finns inga avrinningsområden uppströms utan avrinningsområdet är högsta punkten. Hirvioja som avvattnar avrinningsområdet har biflödesordning 2, vilket innebär att vattnet flödar genom totalt 2 vattendrag innan det når havet efter 23 kilometer. Avrinningsområdet består mestadels av skog (63 procent) och sankmarker (12 procent). Avrinningsområdet har 1,16 kvadratkilometer vattenytor vilket ger det en sjöprocent på 23,9 procent.